# ロレアル
ロレアル（フランス語: L'Oréal S.A.）は、フランスのクリシーに本部を置く世界最大の化粧品会社である。特に、化粧品、ヘアカラー、ヘアケア、スキンケア、日焼け防止、香水の分野を中心に発展した。皮膚病学や調剤の分野の活動も盛んである。ユーロネクスト・パリ上場企業 (Euronext: OR )。日本法人は、日本ロレアル株式会社。
ロレアルは、ヘアカラー分野からその事業を始めたが、すぐに美容の他の分野にも進出した。現在、ロレアルからは50以上のブランドが市販されており、ヘアカラーのほかにパーマ、スタイリング、ボディケア、スキンケア、洗顔、香水など美容のあらゆる分野においてたくさんの製品を世に出している。ロレアル製品はあらゆる流通経路を通して販売されており、ヘアサロン、香水売り場から、スーパーマーケット、ドラッグストア、薬局、通信販売と様々である。

## 沿革
1904年にパリテックの化学学校 (ENSCP) を卒業した化学者のウジェーヌ・シュエレール (Eugène Paul Louis Schueller) は、1907年に画期的なヘアダイの開発に成功した。パリジェンヌの間にあって、頭髪のカラーリングはすでにファッションの一つと見なされていたが、それまでのものは強い薬品を使用し、危険でありなおかつ仕上がりも不安定だった。彼がl'Auréaleと名付けた新製品は安全性が高く、これをパリのヘアサロンに売り歩いた。1909年7月30日、シュエレールは後のロレアルの原型となる「フランス無害染毛株式会社 (Société Française de Teintures Inoffensives pour Cheveux)」を設立、当時より会社の基本理念は「研究開発と美しさのための革新」であった。会社設立翌年にイタリア、続いてイギリスやアメリカ合衆国に進出し、第一次世界大戦後には国際的な成功を得た。
1925年にロレアルドールと称するヘアライトニング製品を発表、1928年にバスソープを扱うSociété des Savons français（後のモンサヴォン）を買収し子会社化、1939年4月4日、社名をロレアルに改めた。新製品の開発に加えて広告業にも長けたウジェーヌ・シュエレールは、パリの建築物のファサードをヘアローションの大型広告で埋める大胆な宣伝を駆使した。他方第二次世界大戦中、ヴィシー政権下で反ユダヤ主義および反共主義活動に協力し、ロレアル本社でファシズムの勝利を歓迎する会議を開催したが、実はナチス・ドイツに反抗的だったとする知人の証言を根拠にエピュラシオンは無罪となった。
1945年にモンサヴォン出身のフランソワ・ダル (Francois Dalle) が新たに社長に就任し、1957年にCEOとなり、1967年に株式上場企業となった。この間も企業買収による事業拡大が続き、1964年に香水および化粧品ブランドのランコムを買収し子会社化、1968年にアンドレ・クレージュの株式の50％を買収、1970年にスキンケアブランドのビオテルムを買収、1973年に製薬事業へ参入を見据えてサンテラボ社（Synthélabo、1999年に企業合併でサノフィとなる）を買収した。
アメリカを拠点とする化粧品ブランドの買収はその後も続き、1985年にラルフ・ローレンの香水ブランドの販売ライセンスを取得し、1988年にヘレナ・ルビンスタインを買収して子会社化、1995年12月にメイベリン ニューヨークの買収を発表して子会社化、2000年4月にキールズの買収を発表して子会社化、2014年6月にニックス・コスメティクスを買収して子会社化した。2024年に資生堂が保有するフランスの化粧品ブランドのカリタとデクレオールを買収した。ナノバイオテクノロジー分野で最大規模の特許権者である。

### 日本ロレアルの沿革
- 1963年 - ロレアル社と株式会社小林コーセー（現 株式会社コーセー）が提携。日仏合弁事業としてサロン向け製品の開発をスタート（“ロレコス”設立）。
- 1976年 - 個人消費者向け製品を日本に導入。
- 1978年 - ラグジュアリ・プロダクツ部門が日本に進出。ランコムの販売を開始。
- 1983年 - 東京に研究開発施設を開設。ヘレナ・ルビンスタインがラグジュアリ・プロダクツ部門に加入。御殿場工場設立。
- 1990年 - 川崎市のかながわサイエンスパークにヘアケアに関する研究開発施設を開設。
- 1995年 - つくば市に、本国フランス以外では初めての基礎研究所を設立。
- 1996年7月1日 - 日本ロレアル株式会社設立。
- 1997年7月1日 - 別法人となっていた事業を統合。
- 1999年10月 - メイベリンが日本ロレアルに加入。
- 2000年 - 株式会社シュウウエムラ化粧品に資本参加を行い、提携を締結。
- 2004年 - つくば市の基礎研究所を「かながわサイエンスパーク」に統合し、フランス以外で初めて基礎・応用・開発の全研究段階を備えた新しい研究開発体制を整える。
- 2004年 - ロレアルが「シュウ ウエムラ」の株式を100%取得。ロレアルグループ傘下のブランドに加わる。
- 2021年 - 日本ロレアルが「株式会社タカミ」の株式を100%取得[10]。ロレアルグループ傘下のブランドに加わる。

## 経営

### 企業統治

#### 取締役会
現在ロレアル社の取締役会は、Francisco Basco, Werner Bauer, Liliane Bettencourt, Peter Brabeck-Letmathe, Jean-Louis Dumas, Xavier Fontanet, Bernard Kasriel, Marc Lacharrière, Françoise Meyers, Jean-Pierre Meyers, Lindsay Owen-Jones, Franck Riboud, Louis Schweitzerで構成されている。

#### 経営委員会
- 最高経営責任者：Jean-Paul Agon
- 取締役会長：Sir Lindsay Owen-Jones
- 戦略的事業開発部門上級副社長：Béatrice Dautresme
- 研究開発部門上級副社長：Jean-François Grollier
- 生産部門上級副社長：Marcel Lafforgue
- 経営部門副社長：Christian Mulliez
- プロフェッショナル用製品部門社長：Jean-Jacques Lebel
- 個人消費者用製品部門社長：Patrick Rabain
- 人事部門上級副社長：Geoff Skingsley
- ラグジュアリー・プロダクツ部門社長：Marc Menesguen

### 研究開発
ロレアルは、世界各所に5つの研究開発センターを構えている。所在地は以下の通り。
- オーネー（フランス）
- Chevilly（フランス）
- クラーク（アメリカ、ニュージャージー州）
- 川崎市（神奈川県）
- 上海（中国）

## 株主
- 株式保有の内訳： ベッタンクール家 (Bettencourt) 30.0%、ネスレ 28.9%、自己株式 3.7%。残り37.4%は公開株式。
- 議決権の内訳：ベッタンクール家 31.2%、ネスレ 30.0%、残り38.9%が一般株主。

## 傘下のブランド
プロフェッショナル、ラグジュアリー、コンシューマー、アクティブのカテゴリーがある。
| プロフェッショナル・プロダクト （Professional Product Division） | ラグジュアリー・プロダクト （Luxury Product Division） | コンシューマー・プロダクト （Consumer Product Division）                                                                                | アクティブ・コスメティクス （Active Cosmetics Division）                                     |
| --- | --- | --- | -------------------------------------------------------------------------------------------- |
| - ロレアル プロフェッショナル - ケラスターゼ - アトリエ メイド by シュウ ウエムラ - アレクサンドル ドゥ パリ - L'Oréal Technique - Matrix - Mizani - Redken - シュウ ウエムラ アート オブ ヘアー | - ランコム - ヘレナ・ルビンスタイン - キールズ - シュウ ウエムラ - ジョルジオ アルマーニ コスメティックス - イヴ・サンローラン・ボーテ - ディーゼル フレグランス - ラルフ ローレン フレグランス - ビオテルム - クラリソニック - Maison Margiela - Cacharel - Guy Laroche - Paloma Picasso - Viktor & Rolf | - ロレアル パリ - メイベリン ニューヨーク - ニックス プロフェッショナル メイクアップ - エッシー - Garnier - Ombrelle - SoftSheen-Carson | - ラ ロッシュ ポゼ - ロジェ・ガレ - Dermablend - SkinCeuticals - Vichy Laboratoires - Innéov |

※英字は日本未展開ブランド

## テレビ番組
- 日経スペシャル ガイアの夜明け 素顔の裏に熱い闘い 〜日本狙う外資コスメ〜（2003年11月11日、テレビ東京）[13]

## 歴代のイメージモデル
- ミラ・ジョボビッチ
- レティシア・カスタ
- クラウディア・シファー
- アンディ・マクダウェル
- ペネロペ・クルス
- ビヨンセ・ノウルズ
- 川原亜矢子
- 黒木メイサ
- エヴァ・ロンゴリア・パーカー
- ケリー・ワシントン
- スカーレット・ヨハンソン
- ドウツェン・クロース
- アイシュワリヤー・ラーイ・バッチャン
- フリーダ・ピントー

## 提供番組
- ゴールデン劇場[注釈 3]